# Любель-Калницький
Любель-Калницький (хорв. Ljubelj Kalnički) — населений пункт у Хорватії, у Вараждинській жупанії у складі громади Любещиця.

## Населення
Населення за даними перепису 2011 року становило 144 осіб.
Динаміка чисельності населення поселення:

## Клімат
Середня річна температура становить 9,72 °C, середня максимальна – 22,79 °C, а середня мінімальна – -5,22 °C. Середня річна кількість опадів – 902 мм.
| Клімат поселення                              | Клімат поселення | Клімат поселення | Клімат поселення | Клімат поселення | Клімат поселення | Клімат поселення | Клімат поселення | Клімат поселення | Клімат поселення | Клімат поселення | Клімат поселення | Клімат поселення | Клімат поселення |
| Показник                                      | Січ.             | Лют.             | Бер.             | Квіт.            | Трав.            | Черв.            | Лип.             | Серп.            | Вер.             | Жовт.            | Лист.            | Груд.            |                  |
| Середній максимум, °C                         | 5,55             | 6,77             | 10,80            | 14,64            | 19,64            | 22,79            | 21,96            | 21,56            | 17,61            | 13,02            | 7,69             | 3,84             |                  |
| Середня температура, °C                       | 0,16             | 1,40             | 5,43             | 9,26             | 14,26            | 17,42            | 19,15            | 18,76            | 14,80            | 10,21            | 4,87             | 1,04             |                  |
| Середній мінімум, °C                          | −5,22            | −4               | 0,04             | 3,88             | 8,87             | 12,02            | 16,34            | 15,94            | 11,98            | 7,39             | 2,06             | −1,79            |                  |
| Норма опадів, мм                              | 46               | 48               | 58               | 70               | 79               | 103              | 90               | 89               | 85               | 82               | 86               | 66               |                  |
| Середньомісячна швидкість вітру, м/с          | 2.26             | 2.46             | 2.79             | 2.72             | 2.55             | 2.24             | 2.20             | 2.02             | 2.11             | 2.23             | 2.36             | 2.35             |                  |
| Середньомісячна сонячна радіація, кДж/м²·день | 4136             | 6887             | 10643            | 14906            | 19026            | 20846            | 21584            | 18827            | 13971            | 8790             | 4663             | 3373             |                  |
| --------------------------------------------- | ---------------- | ---------------- | ---------------- | ---------------- | ---------------- | ---------------- | ---------------- | ---------------- | ---------------- | ---------------- | ---------------- | ---------------- | ---------------- |
| Джерело:                                      |                  |                  |                  |                  |                  |                  |                  |                  |                  |                  |                  |                  |                  |